# Кубок Федерации 2011. Зона Азия/Океания
Зона Азия/Океания — одна из трёх региональных зон в Кубке Федерации. Состоит из группы I (8 сборных) и группы II (8 сборных).

## Общая информация
Азиатский региональный турнир Кубка Федерации 2011 года ожидался очень сильным по составу участников, после того в прошлом сезоне из Мировой группы в зону вернулась сборная Китая (со своими тогдашними лидерами Ли На, Чжэн Цзе, Пэн Шуай и Янь Цзы) и не вошла туда прошлогодняя победительница зоны — сборная Японии. Также в турнире оставались весьма сильные сборные Тайваня (с Чжань Юнжань, Чжан Кайчжэнь, Се Шувэй и Чжуан Цзяжун) и Казахстана (с Галиной Воскобоевой, Ярославой Шведовой и Сесиль Каратанчевой). Могла хорошо выступить сборная Таиланда (где многоопытной Тамарин Танасугарн составила пару набирающаяся опыта во взрослом теннисе Ноппаван Летчивакан).
На деле же всё вышло иначе — основные составы сборных Китая и Тайваня проигнорировали турнир (так первой ракеткой Китая здесь была Лу Цзинцзин, а Тайваня — Чжань Цзиньвэй), сборная Казахстана оказалась значительно ослаблена отсутствием Ярославы Шведовой (восстанавливающейся после полученной в начале года травмы), сборная Узбекистана потеряла Акгуль Аманмурадову, а сборная Таиланда — Тамарин Танасугарн.
Место в плей-офф, в итоге, разыграли сборные Узбекистана и Японии. Если победа сначала в группе, а затем и во всей зоне сборной Японии была весьма логичной, при том количестве спортсменок, которые всегда были под рукой у их капитана — Такэси Мураками, то победа именно сборной Узбекистана, в весьма ровной по составу группе стала небольшим открытием турнира. 16-летний лидер среднеазиатской команды — Сабина Шарипова — принесла своей сборной очко в каждом из матчей предварительного раунда.
В борьбе за право играть в зоне в следующем году встретились сборные Индии и Тайваня. Китайские спортсменки выиграли за групповой раунд лишь один матч из девяти, а представительницы Индии с синхронным счётом 1-2 уступили все свои матчевые встречи. При этом у команды Рахита Раджпала был шанс занять третье место и избежать матчей плей-офф, но в решающем матче лидер сборной — Саня Мирза — уступила свой одиночный матч Лу Цзинцзин. Саня не вышла и на матч с Тайванем и это решило исход встречи — адекватной замены у индиек не нашлось.
Вторую группу выиграла сборная Индонезии, усиленная многоопытной Яюк Басуки, сыгравшей за национальную команду впервые за десять лет.

## Группа I
Место проведения: Национальный теннисный центр, Нонтхабури, Таиланд, хард
Дата: 2-5 февраля 2011
|   | A                | УЗБ | ТАИ | КНР | ИНД |
| - | ---------------- | --- | --- | --- | --- |
| 1 | Узбекистан (2-1) |     | 1-2 | 3-0 | 2-1 |
| 2 | Таиланд (2-1)    | 2-1 |     | 1-2 | 2-1 |
| 3 | Китай (2-1)      | 0-3 | 1-2 |     | 3-0 |
| 4 | Индия (0-3)      | 1-2 | 1-2 | 1-2 |     |

|   | B                      | ЯПО | КАЗ | ЮКО | ТАЙ |
| - | ---------------------- | --- | --- | --- | --- |
| 1 | Япония (3-0)           |     | 2-1 | 3-0 | 3-0 |
| 2 | Казахстан (2-1)        | 1-2 |     | 2-1 | 3-0 |
| 3 | Республика Корея (1-2) | 0-3 | 1-2 |     | 2-1 |
| 4 | Китайский Тайбэй (0-3) | 0-3 | 0-3 | 1-2 |     |

### Плей-офф
| Места | Победитель       | Счёт | Проигравший |
| ----- | ---------------- | ---- | ----------- |
| 1 — 2 | Япония           | 3-0  | Узбекистан  |
| 3 — 4 | Таиланд          | 3-0  | Казахстан   |
| 5 — 6 | Республика Корея | 2-1  | Китай       |
| 7 — 8 | Китайский Тайбэй | 2-1  | Индия       |

- сборная Японии переходит в плей-офф Мировой группы II
- сборная Индии выбывает в группу II зоны Азия/Океания

## Группа II
Место проведения: Национальный теннисный центр, Нонтхабури, Таиланд, хард
Дата: 2-5 февраля 2011
|   | A                | ИНД | ФИЛ | ПАК | КЫР |
| - | ---------------- | --- | --- | --- | --- |
| 1 | Индонезия (3-0)  |     | 3-0 | 3-0 | 3-0 |
| 2 | Филиппины (2-1)  | 0-3 |     | 3-0 | 3-0 |
| 3 | Пакистан (1-2)   | 0-3 | 0-3 |     | 2-1 |
| 4 | Кыргызстан (0-3) | 0-3 | 0-3 | 1-2 |     |

|   | B                  | ГОН | СИН | ТРМ | ОМА |
| - | ------------------ | --- | --- | --- | --- |
| 1 | Гонконг (3-0)      |     | 3-0 | 3-0 | 3-0 |
| 2 | Сингапур (2-1)     | 0-3 |     | 2-1 | 2-1 |
| 3 | Туркменистан (1-2) | 0-3 | 1-2 |     | 3-0 |
| 4 | Оман (0-3)         | 0-3 | 1-2 | 0-3 |     |

### Плей-офф
| Места | Победитель   | Счёт | Проигравший |
| ----- | ------------ | ---- | ----------- |
| 1 — 2 | Индонезия    | 2-1  | Гонконг     |
| 3 — 4 | Филиппины    | 2-1  | Сингапур    |
| 5 — 6 | Туркменистан | 2-1  | Пакистан    |
| 7 — 8 | Оман         | 3-0  | Кыргызстан  |

- сборная Индонезии переходит в группу I зоны Азия/Океания